# Камень Карчи
Камень Карчи (карач.-балк. Къарчаны таши) или Замковый камень (карач.-балк. Къадау-Таш) — природный валун, находящийся у впадения в Кубань притока Худес, почитается карачаевцами. Название связано с легендарным предводителем карачаевцев Карчой.
В публикациях XIX и XX веков высказывались предположения о том, что это метеорит. Данная теория до сих пор популярна у экскурсоводов и в путеводителях. Современные исследования установили магматическое происхождение камня.
Карачаевский поэт Назир Хубиев написал балладу «Камень Карчи».

## О камне
…как на священное место, к нему приводили беременных женщин, считая, что её прикосновение к камню, облегчит ей роды и сделает счастливым будущего ребенка.Н. А. Дьячков-Тарасов
На реке Кубань, ниже селения Карт-Джурт, есть священный камень, от которого карачаевцы отламывают куски и кладут их в основание строящегося дома, а также в жилище молодоженов «отоу» для того, чтобы у супругов родились умные, сильные, храбрые дети. Около него оставляли пожертвования деньгами, вещами и хлебом, вознося молитвы за счастье новорожденного, за здоровье отца или близкого человека, за удачу в каком-либо предприятии.Н.С. Иваненков (1908)